# Rosan Bosch
Rosan Bosch (Utrecht, 29 de noviembre de 1969) es una artista que trabaja en la intersección del arte, el diseño y la arquitectura. Es la fundadora y directora creativa de Rosan Bosch Studio. El estudio, con sede en Copenhague, Dinamarca, es reconocido a nivel internacional por sus icónicos diseños donde utilizan el diseño como una herramienta de aprendizaje. Rosan Bosch Studio ha diseñado entornos de aprendizaje como la Academia Privada Sheikh Zayed en Abu Dhabi, la escuela sueca de Vittra Telefonplan, la escuela IB Western Academy of Beijing en China y Liceo Europa en España, entre otros. 
Un concepto clave en el diseño de Rosan Bosch es el de entornos de aprendizaje diferenciados, en particular el diseño interior de las escuelas Vittra en Suecia, por el que es reconocida internacionalmente. En lugar de contar con clases tradicionales, Bosch ha diseñado un paisaje de aprendizaje abierto en estas escuelas, con muebles customizados que crean zonas para situaciones de aprendizaje diferenciadas, con la intención de estimular la curiosidad y creatividad de los niños.
En 2018, Bosch publicó el libro "Diseñar un mundo mejor empieza en la escuela", en el que introduce seis principios de diseño para entornos de aprendizaje diferenciados.

## Reseña biográfica
Rosan Bosch cursó sus estudios en Hogeschool voor de Kunsten, Utrecht, Holanda, entre 1987 y 1992, y en la Facultad de Bellas Artes en la Universidad de Barcelona, España. Antes de fundar el estudio de diseño Bosch & Fjord en 2001, Rosan estuvo trabajando como artista de arte contemporáneo con su socio Rune Fjord. Juntos, hicieron el diseño para el departamento de desarrollo de LEGO, con el objetivo de estimular la creatividad. En 2010 finalmente fundó Rosan Bosch Studio.

## Diseño de entornos de aprendizaje
El trabajo de Rosan Bosch está caracterizado por un enfoque innovador y poco convencional en el diseño y organización de las escuelas. Rosan Bosch ha creado seis principios de diseño, en los cuales basa todos sus proyectos. Estos principios apoyan distintas formas de aprender, trabajar y comunicarse en un espacio educativo abierto y compartido. Las instalaciones de diseño escultórico, como las columnas basálticas de la Escuela Escocesa de San Andrés, en Buenos Aires, Markham College en Perú. para los alumnos de primaria, ayudan a dirigir la interacción y la concentración de los alumnos al trabajar en equipo o de manera individual, hacer presentaciones, y manualidades, e intercambiar información de manera informal con la comunidad estudiantil. 
Rosan Bosch ofrece un diseño de concepto que da prioridad a las necesidades de aprendizaje de los alumnos. Al mezclar arte, pensamiento de diseño, arquitectura y juego, los entornos de aprendizaje estimulan a los alumnos a explorar y aprender. De esta forma, Rosan Bosch Studio transforma las escuelas con un innovador diseño que además fortalece el desarrollo de las habilidades del siglo XXI.
El diseño de las escuelas suecas Vittra es conocido internacionalmente ya que rompe con la idea tradicional de las escuelas y sus aulas. En lugar de aulas, Rosan Bosch Studio ha diseñado muebles grandes que actúan como divisores del espacio y que sirven como herramienta educativa. Además, en el diseño de las escuelas Vittra los alumnos han participado en el proceso de transformación de las aulas aportando recomendaciones e ideas. 
Rosan Bosch Studio es conocido por su enfoque lúdico al diseño de entornos educativos, oficinas y bibliotecas.

## Ponente y asesora
Al promover el cambio educativo innovando en la organización de escuelas, Rosan Bosch se ha convertido en ponente habitual y profesora invitada en foros educativos como el foro de la UNESCO sobre educación en México, Harvard Graduate School of Education, TEDxIndianapolis, TEDxZaragoza y Aprendemos Juntos por El País. Como asesora del Ministerio de Educación en Argentina, su estudio ha desarrollado pautas para el rediseño de las 22,000 escuelas de secundaria del país como parte de una reforma educativa nacional. 

## Otros trabajos de diseño
Rosan Bosch también ha transformado bibliotecas, hospitales, espacios de trabajo y exposiciones. Entre sus clientes, se encuentran LEGO PMD, el hospital infantil BørneRiget en Rigshospitalet, VELUX y la Biblioteca Infantil de Billund.

## Selección de proyectos de diseño
- LEGO, Billund, Dinamarca (2010)
- Vittra Telefonplan, Estocolmo, Suecia (2011)
- Villum Window Collection, Søborg, Dinamarca (2015)
- Sheikh Zayed Private Academy, Abu Dabi, Emiratos Árabes Unidos (2015)
- Children's Library in Billund, Billund, Dinamarca (2016)
- Liceo Europa, Zaragoza, España (2016)
- Glasir, Islas Feroe (2018)
- Escuela Técnica Roberto Rocca, Campana, Argentina (2022)[12]